# Dominique Zay
 (décembre 2019).
Dominique Zay, né le 5 mars 1952 à Paris, est un écrivain, dramaturge et scénariste français.

## Biographie
En 1973, il fonde sa troupe, le Zéro de Conduite, où il tient la place d'homme orchestre. Il y écrit les pièces, met en scène, compose les musiques et joue. Variant autour d’un noyau dur de sept personnes, le Zéro de Conduite compte une douzaine de membres.
Dominique Zay apprend un instrument par an  et profite des pauses entre les tournées pour écrire ses deux premiers romans policiers Scénario (Éditions Albin Michel, collection Sanguine) et Trac (Fleuve noir). L’intrigue de ce dernier se déroule dans le milieu du music-hall à Toulouse.
Il écrit un troisième roman policier Dingue du Swing (Fleuve Noir) avec uniquement des noms de musiciens de jazz comme personnages, des scénarios de bande dessinée pour le dessinateur Yves Got (Le Baron noir), et après avoir réalisé deux courts métrages Silence on Aime et Mélodie pour un Cafard (avec Catherine Frot), il vit en réalisant des vidéoclips.
Il devient scénariste pour les autres (cinéma-télé), réalise un 3e court Minus Circus (avec François Berléand)  et l’éditeur polar Patrick Mosconi qui s’occupe de la collection Souris Noire lui propose d’écrire un roman jeunesse. Quand Panique au Cirque sort, il s’est lancé dans l’écriture d’un long métrage personnel.
Entre-temps, Dominique Zay a rencontré sa future femme, une peintre norvégienne.
Il anime des stages d’un été au cinéma en tant que scénariste.

### Littérature
Dominique Zay écrit alors 8 romans jeunesse dont Malice au pays des Magouilles qui reçoit le prix polar jeunesse au salon de Montigny. Il écrit ensuite deux romans adultes, Le Dernier des indomptés et C’est toujours la faute à la femme à barbe, parus aux éditions Après la Lune.
Il participe à la première édition de « Leitura Furiosa » (association Cardan). Il a entre-temps développé une « école du scénario » dans la salle de cinéma d'art et d'essai Ciné St Leu. Il intervient également dans des débats sur le polar et le cinéma.
D’abord en tant qu’auteur pour le théâtre, Dominique Zay écrit des pièces de commande, puis il revient à la mise en scène avec Nos vies déchaînées  (Festival d’Avignon et Maison de la culture d'Amiens 2009) et le Sens de la Marche, de la Vie, de l’Humour et du Rythme (Maison du Théâtre d’Amiens). Il écrit et met en scène Je suis ailleurs (solo pour une femme plurielle) et continue sa collaboration avec l’association Cardan, privilégiant les groupes de quartiers avec un travail axé sur le thème de l’accès à la culture.
En 2012, il est l’invité de France Culture pour l’émission Sur la route, Des mots qui fâchent à Amiens
Il arrête l'école de scénario, le Cardan, et propose dans les locaux de l'association Carmen un nouvel atelier axé autour de la création littéraire (romans, nouvelles, poésie). Il adapte une de ses nouvelles, Trop tard, en scénario de long métrage pour le cinéma. Il continue à intervenir pour combattre l’exclusion en Picardie mais également en région parisienne (résidence d’auteur avec Emmaüs Solidarité Paris et un groupe de femmes de quartier à Achères). Après la résidence à Emmaüs Solidarité, il monte Une Femme d’Extérieur, 2e volet du triptyque engagé avec Françoise Longeard.
Il invente le principe du « théâtre en coin », un théâtre d’intervention surprise que l’on peut voir entre autres au salon du livre « En première ligne » à Ivry-sur-Seine, et pendant la Nuit blanche d’Amiens.
Il rencontre l'éditeur Pascal Mériaux et le dessinateur Greg Blondin, se lance dans le monde de la bande dessinée qui sera dorénavant le cœur de son travail d'auteur-scénariste et crée la série BD Les Aventures Polar de Philippine Lomar, 7 tomes parus à ce jour. Les albums mélangent codes du polar, faits de société et humour. Il travaille aussi avec le dessinateur Damien Cuvillier  sur un scénario de diaporama pour l'Orchestre de Picardie Les vies dansent qui est adapté aussi en bande dessinée pour les éditions de la Gouttière. Puis viennent les collaborations avec d'autres dessinateurs (Fraco, Frasier, Aude Seleihac,Thomas Von Kummant, Borris, etc.).
Il revient également au polar et sort Tu es l'ennemi paru aux éditions Aubane / Polars en Nord,, puis un autre début 2025 "Il pleut des tueurs". En parallèle de son écriture, il continue les salons du livre, bande dessinée ou polar, et à intervenir en prison, ainsi que dans les quartiers de la grande banlieue parisienne.

## Œuvres

### Romans

#### Signés Dominique Zay
- Trac, Fleuve noir, coll. « Spécial Police » no 1976 (1985)  (ISBN 2-265-03117-8)
- Dingue du swing, Fleuve noir, coll. « Noire » no 13 (1989)  (ISBN 2-265-04101-7)
- C'est toujours la faute à la femme à barbe, Éditions Après la lune, coll. « Tous les possibles » (2006)
- Le Dernier des indomptés, Éditions Après la lune, coll. « Lunes blafarde » no 7 (2006)  (ISBN 2-35227-021-9)
- Tu es l'ennemi, polars en Nord, éditions Aubane (2022)
- Il pleut des tueurs , polars en Nord, Aubane éditions (2025)

#### Signé Yaz
- Scénario, Éditions Albin Michel, coll. « Sanguine » no 5 (1982)  (ISBN 2-226-01496-9)

#### Autres ouvrages de littérature jeunesse
- Panique au cirque, Syros, coll. « Souris noire. Plus » no 24 (1992)
- Je suis un ennemi, Syros, coll. « Souris noire » no 3 (1994)
- Heureusement que je suis mort, Syros, coll. « Souris noire » no 40 (1996)
- Magic mic mac, Magnard jeunesse coll. « Les Policiers » (2000)
- Poing d'Ange (Je Bouquine/Bayard 2003)
- Malice au Pays des Magouilles (Magnard 2000)
  - prix polar jeunesse au Salon de Montigny

- Zélia dans les Nuages (Courrier Picard)
- Pas touche à la manouche(Magnard 2001)
- M'énervez pas, Magnard jeunesse coll. « Tipik cadet. Policier » (2004)

### Pièces de théâtre
- Délirium Circus
- La Vie aventureuse de monsieur Normal
- Bye Bye le bagne
- Les Mutins du grand soir
- Des Chrysanthèmes pour le système
- Arnaque à l’art cynique
- Les Tueurs à gags
- Trio Déconcerto
- Nuits blanches
- Vous rire quand moi souffrir
- Don Jugal
- Ô Châteaux !
- Brisez la Glace
- Les Zélopiés
- Je suis perdu
- Nos vies déchaînées
- Le Sens de la marche, de la vie, de l'humour et du rythme
- Je suis ailleurs
- Une femme d’extérieur
- Tout sur le Noir
- Et danse dans ce désert

### Bandes dessinées
- Avec Yves Got, 1985-88 : Le Baron noir (suite et fin/matin de Paris et l'Humanité), Le Gang des postiches, Vacances forcées (L'Écho des savanes)
- « C'est beau ! » dans l'album La Crise, quelle crise !, éditions de la Gouttière, 2013  (ISBN 978-2-9539182-0-5)
- « Ailleurs » et « Le Dormeur Jean-Baptiste » dans l'album Mon histoire de migration, éditions Amiens Métropole, 2015  (ISBN 978-2-9541711-2-8)
- Zizanie au Zoo et le Polar entre en gare pour Amiens Métropole
- À vent au Vimeu dans Papier Chicon n°5
- La Fouille de Renancourt pour le Musée de Picardie
- Les vies dansent (2022 - album et concert dessiné avec l'Orchestre de Picardie)
- Les Enquêtes polar de Philippine Lomar, dessin de Greg Blondin, éditions de la Gouttière

1. Scélérats qui rackettent, juin 2016  (ISBN 979-10-92111-36-1)
2. Le Braqueur de cœurs, juin 2017,  (ISBN 979-10-92111-51-4)
3. Poison dans l'eau, 2018 *prix des jeunes lecteurs au salon polar Boody-Fleury  (ISBN 979-10-92111-76-7)
4. Total Respect, 2019  (ISBN 979-1-09-211196-5)
5. Un vilain, des faux, 2020  (ISBN 978-2-357-96017-6)
6. La Folle Affaire du saphir, 2022
7. Un Coupable en Nord, 2023

### Documentation
- Claude Mesplède (dir.), Dictionnaire des littératures policières, vol. 2 : J - Z, Nantes, Joseph K, coll. « Temps noir », 2007, 1086 p. (ISBN 978-2-910-68645-1, OCLC 315873361), p. 1064-1065.